# Horthy, a kormányzó
A Horthy, a kormányzó magyar dokumentumfilmet Koltay Gábor Balázs Béla-díjas magyar filmrendező, színigazgató rendezte. Horthy Miklóst Szélyes Imre Jászai Mari-díjas színész személyesíti meg. Zenéjét a rendező testvére, Koltay Gergely szerezte. A film bemutatója 2006 novemberében volt.

## A film
A dokumentumfilm jelenetei a Horthy család kenderesi kastélyában játszódnak. Különböző emlékiratokból és visszaemlékezésekből idéznek, mintegy eljátszva a történelmet és annak folyását. A dokumentumfilm archív fotók és rádiófelvételek, mozgókép felvételek színesítik. Több szakembert is megszólítanak, továbbá a rendező felvette a kapcsolatot a kormányzó élő családtagjaival, akik visszaemlékezésként mesélik el az akkor átélteket. A filmben közreműködik Almási Szabó János, Bíró Zoltán, Boross Péter, Gidai Erzsébet, Kovács Dávid, Nemeskürty István, Raffay Ernő, Salamon Konrád, Szerencsés Károly, Szita Szabolcs, Takaró Mihály, Török Bálint, Kautzky Armand, Bánffy György, Csurka László, Ferenczy Csongor, Oberfrank Pál, Sipos Imre.

## A könyv
A dokumentumfilm bemutatója után egy évvel a Szabad Tér Kiadó kiegészítésként kiadott egy könyvet a filmmel azonos címmel. A borítót Bajtai Zoltán készítette.